# 福利经济学基本定理
福利经济学共有两大基本定理。

## 第一基本定理
福利经济学第一基本定理，或者福利经济学第一定律，是指在经济主体的偏好被良好定义，并满足以下三个条件时：1.充分竞争2.没有信息不对称 3.没有外部性，市场将会达到帕累托最优的竞争均衡，此时每个经济个体所达到的纳什均衡即为经济体的帕累托最优状态。
該定理有時被視為對亞當·斯密“看不見的手”原則的分析證實，即競爭性市場確保資源的有效配置。然而，帕累托最優市場結果不一定在社會上是可欲的。因為存在許多可能的帕累託有效資源分配，它們的可欲性不同（例如，一個人可能擁有一切，而其他人一無所有）。

## 第二基本定理
福利经济学第二基本定理，或者福利经济学第二定律，是指在完全竞争的市场条件下，政府所要做的事情是改变个人之间禀赋的初始分配状态，其余的一切都可以由市场来解决。每一种具有帕累托效率的资源配置都可以通过市场机制实现。然而，糾正分佈的嘗試可能會引入失真，因此重新分佈可能無法達到完全的最優性。

## 延伸阅读
- Mas-Colell, A., M. Whinston, and J. Green, 1995, Microeconomic Theory. Oxford: Oxford University Press. ISBN 0195073401